# Porc craonnais
Le porc craonnais ou race craonnaise est une race  porcine française qui a complètement disparu et a donné avec la race normande, le porc blanc de l'Ouest. Elle doit son nom à la ville de Craon, arrondissement de Château-Gontier dans la Mayenne, où elle se trouvait à l'état pur jusque dans les années 1960/1970. Elle était répandue dans toute la région de l'ouest, mais principalement dans la Mayenne, la Sarthe et la partie Est d'Ille-et-Vilaine,.
De type celtique, le craonnais avait la tête forte, le front large et plat, le profil concave. De couleur blanche, on le reconnaissait surtout à ses très grandes oreilles tombantes.